# ميركو إرامو
ميركو إرامو (بالإيطالية: Mirko Eramo)‏ (12 يوليو 1989 بأكوافيفا ديلي فونتي في إيطاليا - ) هو لاعب كرة قدم إيطالي في مركز الوسط. شارك مع منتخب إيطاليا تحت 18 سنة لكرة القدم ومنتخب إيطاليا تحت 20 سنة لكرة القدم. أما مع النوادي، فقد لعب مع نادي إمبولي ونادي باري ونادي بياتشينزا ونادي ترنانا ونادي سامبدوريا ونادي كروتوني ونادي مونزا ونادي طرابنش 1905 ‏.

## روابط خارجية
- ميركو إرامو على موقع قاعدة بيانات كرة القدم.إي يو (الإنجليزية)
- ميركو إرامو على موقع Soccerway.com (الإنجليزية)
- ميركو إرامو على موقع عالم كرة القدم.نت (الإنجليزية)
- ميركو إرامو على موقع AS.com (الإسبانية)